# جایزه بزرگ اسپانیا ۱۹۸۹
جایزه بزرگ اسپانیا ۱۹۸۹ (انگلیسی: ‎1989 Spanish Grand Prix‎) یک مسابقهٔ موتوری در رشتهٔ اتومبیل‌رانی فرمول یک بود که در تاریخ ۱ اکتبر ۱۹۸۹ در پیست خرز واقع در خرز ده لا فرونترا، اسپانیا برگزار شد. این گراند پری در میان ۱۶ گراند پری در فصل ۱۹۸۹، مسابقهٔ شمارهٔ ۱۴ بود.
در این مسابقه که در ۷۳ دور و به مسافت ۳۰۷٫۹۱۸ کیلومتر (۱۹۱٫۳۳۱ مایل) برگزار شد، پول پوزیشن توسط آیرتون سنا کسب شد و سریع‌ترین زمان برای طی یک دور پیست که برابر با ۱:۲۵٫۷۷۹ بود نیز توسط آیرتون سنا به ثبت رسید.
آیرتون سنا از تیم مک‌لارن-هوندا، گرهارد برگر از تیم فراری و آلن پروست از تیم مک‌لارن-هوندا به‌ترتیب مقام‌های اول تا سوم مسابقه را کسب کردند.

## رده‌بندی قهرمانی پس از مسابقه
| جایگاه | راننده         | امتیاز  |
| ------ | -------------- | ------- |
| ۱      | آلن پروست      | ۷۶ (۸۱) |
| ۲      | آیرتون سنا     | ۶۰      |
| ۳      | نایجل منسل     | ۳۸      |
| ۴      | ریکاردو پاتریس | ۳۰      |
| ۵      | تیری بوتسن     | ۲۴      |
| منبع:  |                |         |

| جایگاه | سازنده       | امتیاز |
| ------ | ------------ | ------ |
| ۱      | مک‌لارن-هوندا | ۱۴۱    |
| ۲      | فراری        | ۵۹     |
| ۳      | ویلیامز-رنو  | ۵۴     |
| ۴      | بنتون-فورد   | ۲۲     |
| ۵      | تایرل-فورد   | ۱۶     |
| منبع:  |              |        |

یادداشت
- تنها پنج جایگاه نخست از هر رده‌بندی نمایش داده شده‌است.